# 斯特凡尼娅·帕萨罗
斯特凡尼娅·帕萨罗（義大利語：Stefania Passaro，1963年12月11日—），意大利前女子篮球运动员。她曾代表意大利参加1992年夏季奥林匹克运动会篮球比赛，结果获得第八名。